# Niederwampach
Niederwampach är en ort i Luxemburg.   Den ligger i distriktet Diekirch, i den nordvästra delen av landet, 50 km norr om huvudstaden Luxemburg. Niederwampach ligger 417 meter över havet och antalet invånare är 157.
Terrängen runt Niederwampach är huvudsakligen platt, men åt sydost är den kuperad. Niederwampach ligger nere i en dal.  Närmaste större samhälle är Wiltz, 7,9 km sydost om Niederwampach. 
I omgivningarna runt Niederwampach växer i huvudsak blandskog. Runt Niederwampach är det ganska glesbefolkat, med 30 invånare per kvadratkilometer.